# 和歌山市立西脇中学校
和歌山市立西脇中学校（わかやましりつ にしわきちゅうがっこう）は、和歌山県和歌山市にある公立中学校。分校として、和歌山市つつじが丘に和歌山市立西脇中学校みらい分校を持つ。
生徒は、西脇小学校、八幡台小学校から進学して来る。

## 沿革
- 1947年（昭和22年）5月3日 - 開校。
- 1948年（昭和23年）8月6日 - 西庄（校舎）に移転（西庄1037 南海加太線西ノ庄駅南東200 m）
- 1956年（昭和31年）9月1日 - 和歌山市へ編入されたのに伴い、和歌山市立西脇中学校と改称。
- 1982年（昭和57年）3月16日 - 現在新校舎へ移転（西庄1110-5）

## 部活動
- 野球部
- 陸上競技部
- バレーボール部
- 剣道部
- サッカー部
- バスケットボール部
- ソフトテニス部
- 硬式テニス部
- 水泳部
- 柔道部
- 吹奏楽部
- 合唱部
- 華道部
- 美術部
- 科学技術部
- JRC部
- 販売部
- 放送部

## 著名な出身者
- HIRO - 安田大サーカス、お笑いタレント
- 玉置成実 - 歌手、女優
- 桑島良汰 - プロサッカー選手
- 米倉れいあ - 女優
- 湯元健一 - レスリング選手
- 湯元新一 - レスリング選手

## 周辺
- 和歌山市立西脇小学校
- 和歌山市立八幡台小学校
- 和歌山県立和歌山北高等学校西校舎

## 通学区域が隣接している学校
- 和歌山市立河西中学校
- 和歌山市立貴志中学校
- （大阪府）岬町立岬中学校
- 和歌山市立加太中学校